# Gazelopka
Gazelopka (Eudorcas) – rodzaj ssaków z podrodziny antylop (Antilopinae) w obrębie rodziny wołowatych (Bovidae).

## Rozmieszczenie geograficzne
Rodzaj obejmuje gatunki występujące w Afryce.

## Morfologia
Długość ciała 89–108 cm, ogona 19–24 cm, wysokość w kłębie 58–78 cm; masa ciała 14,5–28 kg.

## Systematyka
Rodzaj zdefiniował w 1869 roku austriacki zoolog Leopold Fitzinger w artykule zatytułowanym Rodzaje rodziny antylop (Antilopae) według ich naturalnego pokrewieństwa opublikowanym na łamach „Sitzungsberichte der Kaiserlichen Akademie der Wissenschaften. Mathematisch-Naturwissenschaftliche Classe”. Gatunkiem typowym jest (oznaczenie monotypowe) gazelopka rudoczelna (E. rufifrons).

### Etymologia
- Eudorcas: gr. ευ eu ‘dobry, typowy’; δορκας dorkas ‘gazela’[8].
- Korin: rodzima nazwa antylopy używana w Senegalu[9]. Gatunek typowy (oznaczenie monotypowe): Gazella riififrons J.E. Gray, 1846.

### Podział systematyczny
W zależności od ujęcia systematycznego do rodzaju zalicza się 5 lub 6 (wyodrębniony z E. thomsonii – E. nasalis) współczesnych gatunków; tutaj klasyfikacja za Mammals Diversity Database i All the Mammals of the World (2023):
| Grafika | Gatunek             | Autor i rok opisu     | Nazwa zwyczajowa     | Podgatunki         | Rozmieszczenie geograficzne | Podstawowe wymiary                           | Status IUCN |
| ------- | ------------------- | --------------------- | -------------------- | ------------------ | --- | -------------------------------------------- | ----------- |
|         | Eudorcas rufifrons  | (J.E. Gray, 1846)     | gazelopka rudoczelna | gatunek monotypowy | Mauretania i Senegal na wschód do rzeki Nil Biały i przez rzekę Nil od Malakal na północ do Kassai w północno-wschodnim Sudanie; zakres wysokości: 0–1400 m n.p.m.                           | DC: 98–108 cm DO: 20–24 cm MC: 25–28 kg      | VU          |
|         | Eudorcas rufina     | (O. Thomas, 1894)     | gazelopka rdzawa     | gatunek monotypowy | endemit Algierii: znany tylko z trzech okazów kupionych na targu w Algierze i Oranie w północnej części kraju w 1880 roku                                                                    | brak danych                                  | NE          |
|         | Eudorcas tilonura   | (von Heuglin, 1869)   | gazelopka nubijska   | gatunek monotypowy | Sudan (na wsch ód od rzeki Nil), Erytrea (na północ od rzeki Tekkezje aż do rzeki Bogos) oraz skrajnie północno-zachodnia Etiopia                                                            | DC: 55–98 cm DO: 25–29 cm MC: 22–25 kg       | EN          |
|         | Eudorcas albonotata | (W. Rothschild, 1903) | gazelopka sudańska   | gatunek monotypowy | endemit Sudanu Południowego: na wschód od prowincji Nil Biały, od granicy z Ugandą na północ do rzeki Veveno, na wschód od Bor; mała izolowana populacja w Ket (około 8° N)                  | DC: brak danych DO: brak danych MC: 23–27 kg | LC          |
|         | Eudorcas thomsonii  | (A. Günther, 1884)    | gazelopka sawannowa  | [2 podgatunki      | na wschód od Wielkich Rowów Afrykańskich w Kenii i Tanzanii, na południowy zachód przez Serengeti i Aruszę do jeziora Eyasi, równin Wembere i Shinyangi; zakres wysokości: 500–1500 m n.p.m. | DC: 89–107 cm DO: 19–26 cm MC: 14–24 kg      | LC          |

Kategorie IUCN:  LC  – gatunek najmniejszej troski,  VU  – gatunek narażony,  EN  – gatunek zagrożony;  NE  – gatunki niepoddane jeszcze ocenie.